# Dasyuris transaurea
Dasyuris transaurea är en fjärilsart som beskrevs av Howes sensu Meyrick 1917. Dasyuris transaurea ingår i släktet Dasyuris och familjen mätare. Inga underarter finns listade i Catalogue of Life.